# Iggy Pop
James Newell Osterberg, Jr, bolje znan kot Iggy Pop, je ameriški rock glasbenik in občasni igralec, * 21. april 1947, Muskegon, Michigan, ZDA.
Čeprav ni dosegel velike popularnosti, ga štejemo kot inovatorja punk rocka, garage rocka in podobnih stilov. Poznamo ga tudi po vzdevkih The Godfather of Punk in The Rock Iguana. Iggy Pop je znan po svojih energičnih odrskih nastopih. Ime Iggy si je nadel po svojem prvem bendu The Iguanas iz srednje šole.
Iggy Pop je bil pevec skupine The Stooges, garage rock benda s konca šestdesetih in začetka sedemdesetih let dvajsetega stoletja. Bend je vplival na razvijajoče se heavy metal in punk rock glasbene stile. The Stooges so prišli na slab glas zaradi svojih nastopov v živo, med katerimi je Iggy, ki tradicionalno nastopa od pasu navzgor gol, užival mamila, mučil samega sebe, žalil publiko, se razkazoval in skakal z odra.
Njegova kariera je doživela vzpone in padce. Poizkusil je tudi samostojno glasbeno pot. Njegove najbolj znane solo skladbe so Lust for Life, I'm bored, Real Wild Child, in hit Candy.

## Diskografija
Albumi
Z The Stooges
- 1969 - The Stooges
- 1970 - Fun House
- 1973 - Raw Power
- 1977 - Metallic K.O. (live)
- 1995 - Open up and Bleed
- 2007 - The Weirdness
- 2013 – Ready to Die

Z Jamesom Williamsonom
- 1977 - Kill City

Solo
Studio
- 1977 - The Idiot
- 1977 - Lust for Life
- 1979 - New Values
- 1980 - Soldier
- 1981 - Party
- 1982 - Zombie Birdhouse
- 1986 - Blah Blah Blah
- 1988 - Instinct
- 1990 - Brick by Brick
- 1993 - American Caesar
- 1996 - Naughty Little Doggie
- 1999 - Avenue B
- 2001 - Beat'Em Up
- 2003 - Skull Ring
- 2009 – Préliminaires
- 2012 – Après
- 2016 – Post Pop Depression
- 2019 – Free
- 2022 – Every Loser

Live
- 1978 - Tv Eye Live 1977
- 1994 - Berlin 91
- 1996 - Best of... Live

Kompilacije
- 1996 - Pop Music
- 1996 - Nude & Rude: The best of Iggy Pop
- 1997 - We Will Fall
- 2005 - A Million in Prizes: The Anthology